# Wetter (Hessen)
Wetter (Hessen) är en kommun och ort i Landkreis Marburg-Biedenkopf i Regierungsbezirk Gießen i förbundslandet Hessen i Tyskland. De tidigare kommunerna Amönau, Mellnau, Niederwetter, Oberndorf, Oberrosphe, Todenhausen och Unterrosphe uppgick i Wetter (Hessen) 31 december 1971 och Treisbach och Warzenbach 1 juli 1974.